# 四日市駅
四日市駅（よっかいちえき）は、三重県四日市市本町にある、東海旅客鉄道（JR東海）・日本貨物鉄道（JR貨物）関西本線の駅である。駅番号はCJ11。
関西本線の運行形態の詳細は「関西線 (名古屋地区)」を参照。
本項では伊勢電気鉄道（後の近鉄名古屋線）がかつて設置していた四日市駅についても記述する。

## 概要
三重県最大都市である四日市市の代表駅扱いされることもあるが、約1.2kmほど離れている近鉄四日市駅の乗車人員数は当駅の約10倍あり、大きな差がついている。三重県の北部（北勢）や近鉄沿線地域では単に「四日市駅」と言った場合は近鉄四日市駅（あすなろう四日市駅を含む）を指し、当駅は俗に「JR四日市駅」とわざわざ「JR」を冠して呼ばれる。
中心市街地に位置する近鉄四日市駅に対し、当駅は中京工業地帯の工場群が立地する臨海部に位置している。これは当初から貨物輸送を想定しており、線路を港に隣接して敷設する必要があったためである。ただし、港湾施設は広範囲に及んでおり、石油コンビナートはかなり離れた所にある。
駅東方の四日市港まで日本貨物鉄道管轄の四日市港線2.5kmが伸びている。途中の千歳運河には国の重要文化財であり、現役唯一の可動鉄道橋の末広橋梁がある。また、南方の塩浜駅までは、関西本線貨物支線が伸びている。
駅構内の一部に「伊勢鉄道伊勢線」の表記があるが、当駅はあくまでJR関西本線への乗り入れ（直通運転）区間であり正確な案内ではない。
事務管コードは▲530812を使用している。

## 歴史

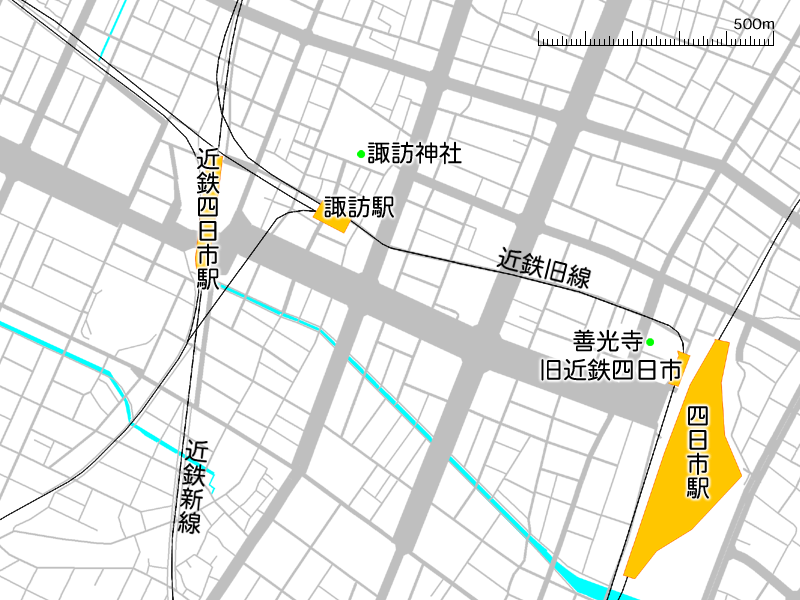
近鉄路線変更前後の四日市駅付近

1890年、関西鉄道によって開設された。四日市は江戸時代には東海道が通り交通の要衝だったが、明治政府の鉄道計画から外れてしまったため、民間の関西鉄道が四日市で設立され、名古屋駅と草津駅を結ぶ鉄道が建設された。1907年、関西鉄道は国有化された。
1920年、四日市港に貨物線が建設された。
開業以来、車両工場を併設していたが、1924年に名古屋駅付近へ移転し、現在はJR東海名古屋工場・JR貨物名古屋車両所となっている。
1924年、伊勢電気鉄道（のち近鉄名古屋線）が国鉄駅に隣接して四日市駅を設置した。後に三重軌道より四日市市 - 諏訪間の線路敷を譲受して桑名へ路線を延伸した。
1956年に急曲線の解消と短絡を目的とした経路変更を行った。諏訪駅の西300mに新たな近鉄四日市駅を建設し（1973年に高架化）、国鉄併設駅は廃止となった。

### 年表
- 1890年（明治23年）12月25日：関西鉄道が柘植駅から延伸した際の終着駅（一般駅）として開業[1]。
- 1894年（明治27年）7月5日：当駅から桑名仮停車場まで路線延伸。途中駅となる。
- 1907年（明治40年）10月1日：国有化[1]。
- 1909年（明治42年）10月12日：線路名称制定。関西本線の所属となる[5]。
- 1915年（大正4年）12月25日：三重軌道 四日市市駅 - 諏訪前駅間が開業（四日市あすなろう鉄道内部線の前身）。
- 1916年（大正5年）3月3日：四日市鉄道 四日市駅 - 諏訪駅間が開業[官報 1]（近鉄湯の山線の前身）。1919年（大正8年）までに四日市市駅に改称。
- 1920年（大正9年）12月21日：四日市港駅までの関西本線貨物支線が開業[2]。
- 1924年（大正13年）
  - 3月1日：伊勢鉄道（のちの伊勢電気鉄道）の新四日市駅開業（近鉄名古屋線の前身）。
  - 10月1日：伊勢鉄道 新四日市駅を四日市駅に改称。
- 1927年（昭和2年）11月29日：四日市鉄道 四日市市駅 - 諏訪駅間廃止。
- 1928年（昭和3年）1月29日：三重鉄道 四日市市駅 - 諏訪前駅間廃止。
- 1944年（昭和19年）6月1日：塩浜駅までの関西本線貨物支線が開業[2]。
- 1945年（昭和20年）：空襲により駅舎が焼失し、木造バラック駅舎として仮復旧[6]。
- 1952年（昭和27年）12月1日：四日市駅から三岐鉄道三岐線へ直通する旅客列車が運行開始。
- 1956年（昭和31年）9月23日：近鉄名古屋線が経路変更。海山道駅 - 四日市駅 - 諏訪駅（現在の近鉄四日市駅）間廃止。
- 1960年（昭和35年）
  - 2月28日：跨線橋が完成。
  - 5月30日：駅舎を改築し、民衆駅が完成[6]。
- 1964年（昭和39年）10月1日：三岐線直通旅客列車が廃止。
- 1967年（昭和42年）9月30日：コンテナ列車「ゆたか号」運行開始。四日市駅と汐留駅を結んだ。
- 1984年（昭和59年）2月1日：寝台特急「紀伊」が廃止。
- 1985年（昭和60年）3月14日：四日市駅 - 四日市港駅間が廃止[2][7]（路線自体は現在もJR貨物の側線として存続）。
- 1986年（昭和61年）11月1日：荷物の取扱を廃止[1]。
- 1987年（昭和62年）4月1日：国鉄分割民営化に伴い、東海旅客鉄道（JR東海）・日本貨物鉄道（JR貨物）の駅となる[1][2]。
- 1990年（平成2年）3月10日：快速「みえ」運転開始[8]。「ホームライナーみえ」「伊勢路」廃止。
- 1998年（平成10年）2月14日：自動改札機を導入[9]。
- 2006年（平成18年）
  - 3月18日：急行列車「かすが」が廃止される[広報 1]。
  - 11月25日：名古屋駅方面においてICカード「TOICA」の利用が可能となる。
- 2012年（平成24年）3月31日：構内のJR東海ツアーズ四日市店閉店。
- 2015年（平成27年）3月7日：エレベーター及び多機能トイレ、出入口スロープ等バリアフリー設備が完成し供用開始[広報 2][広報 3][10]。
- 2019年（平成31年）3月2日：亀山駅方面においてICカード「TOICA」の利用が可能となる[広報 4]。

## 駅構造
島式ホーム1面3線を持つ地上駅である。駅舎側から2番線、1番線の順になっている。また2番線の南方約50 m先を切り欠き、3番線としている。3番線は気動車を使用した伊勢鉄道直通の普通列車（当駅始発・終着）のみが使用し、架線は張られていない。ホームと駅舎は跨線橋で連絡している。名古屋方面からの当駅終着列車はホームに到着後、そのまま折り返して始発列車となる。多くは2番線を使用するが、一部は1番線で折り返す。また2番線が塞がっているときは、亀山・津方面からの直通列車も1番線に発着することがある。
駅構内・駅舎は広大であるが今では使われず閉鎖されている区画が多い。また、跨線橋にエレベーターやエスカレーターの設備がないなどバリアフリー対策が遅れていたが、2015年（平成27年）3月7日にエレベーターの供用が開始された。また、同時に1・2番線ホームに列車到着案内表示機が導入された。トイレは駅舎南側に設置されている。
直営駅で桑名駅が当駅を管理しており、当駅の駅長は存在しない。早朝深夜時間帯に加えて、昼間でも短時間ではあるがJR全線きっぷうりばや出札口が閉まっている時間帯がある。
なお、2012年3月31日までは、平日・土曜の昼間は構内にあるJR東海ツアーズでも磁気定期券を含むJR乗車券類が購入可能であった。自動券売機は深夜帯に使用停止となる。無人の時間帯がある事から、自動改札機は扉なしの簡易型である。

### 直通運転がらみの諸事情
TOICAなどの交通系ICカードは河原田駅より先の伊勢鉄道線（津方面）は利用できない。尚、快速みえ号、特急南紀号は境界駅の河原田駅を通過する関係でICカードで乗車できる区間は事実上、名古屋駅 - 当駅間のみに限られる。
伊勢鉄道では、伊勢鉄道線直通普通列車を利用するときに名古屋方面からICカードで乗車した場合、当駅で一旦出場した上で、連絡乗車券購入を推奨している。名古屋駅又は八田駅から当駅までICカード、当駅から伊勢鉄道線の駅までは紙の乗車券と区切って乗車した場合、当駅は境界駅ではないにもかかわらず、JR側の特定運賃の影響でむしろ安くなる。伊勢鉄道線直通列車でも、JR線内の当駅 - 河原田駅間のみを乗車する場合はICカードを使用できる。
伊勢鉄道線から乗り入れる普通列車は当駅でも車内収受であり、名古屋方面へ乗り換える際は運転士（伊勢鉄道所属）から連絡乗車券を発売される。また当駅下車の場合は「精算券」を渡される。逆に、名古屋方面のワンマン列車から伊勢鉄道線直通列車に乗り換える場合は、名古屋方面からの列車を降りる際に車内精算し、「精算済証明書」を受領してから乗り換える（乗車券を持っている場合を除く）。
| 種別（系統）＼駅名 | 種別（系統）＼駅名 | 名古屋     | …          | 四日市     | 南四日市   | 河原田     | …           | 亀山        | 車両・乗務員 |
| 種別（系統）＼駅名 | 種別（系統）＼駅名 | JR関西本線 | JR関西本線 | JR関西本線 | JR関西本線 | JR関西本線 | JR関西本線  | JR関西本線  | 車両・乗務員 |
| ------------------ | ------------------ | ---------- | ---------- | ---------- | ---------- | ---------- | ----------- | ----------- | ------------ |
| 運転区間           | 特急「南紀」       | ●          |            | ●          | ー         | ー         | →伊勢鉄道線 | →伊勢鉄道線 | JR東海       |
| 運転区間           | 快速「みえ」       | ●          |            | ●          | ー         | ー         | →伊勢鉄道線 | →伊勢鉄道線 | JR東海       |
| 運転区間           | 普通               |            |            | ●          | ●          | ●          | →伊勢鉄道線 | →伊勢鉄道線 | 伊勢鉄道     |
| 運転区間           | 快速               | ●          |            | ●          | ●          | ●          |             | ●           | JR東海       |
| 運転区間           | 区間快速           | ●          |            | ●          | ●          | ●          |             | ●           | JR東海       |
| 運転区間           | 普通               | ●          |            | ●          | ●          | ●          |             | ●           | JR東海       |
| 運転区間           | 普通               | ●          |            | ●          |            |            |             |             | JR東海       |

### のりば
| 番線 | 路線        | 方向 | 行先             | 備考                                 |
| ---- | ----------- | ---- | ---------------- | ------------------------------------ |
| 1    | CJ 関西本線 | 下り | 亀山・松阪方面   | 伊勢鉄道線直通の特急・快速列車を含む |
| 2    | CJ 関西本線 | 上り | 桑名・名古屋方面 | 一部の上り列車は1番線                |
| 3    | CJ 関西本線 | 下り | 津方面           | 伊勢鉄道線直通の普通列車             |

- 3番線には「伊勢鉄道のりば」と記載された案内標識があるが、二つ先の河原田駅までJR関西本線であるため、伊勢鉄道線直通普通列車の意味である。

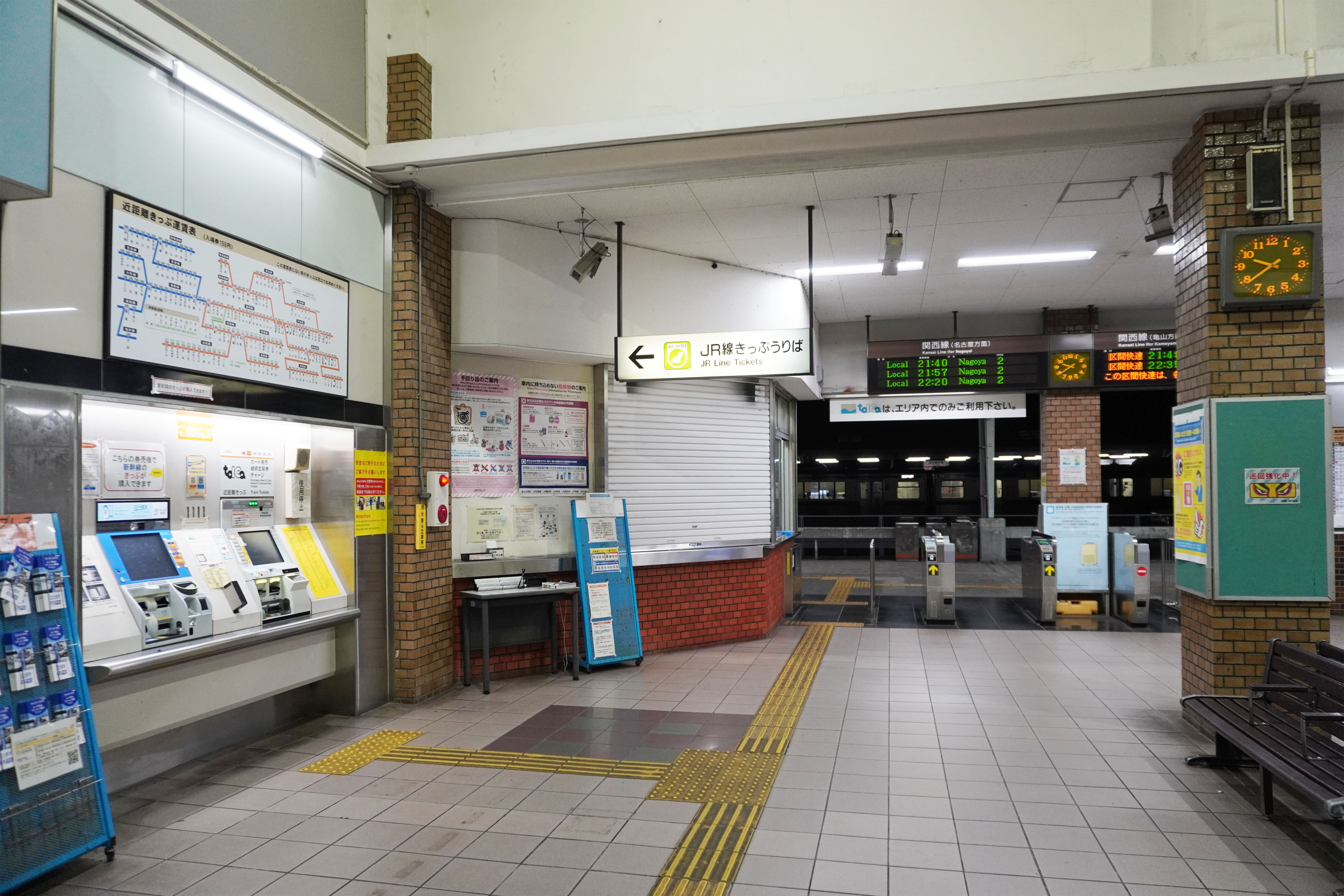
改札口と切符売り場（2023年7月）
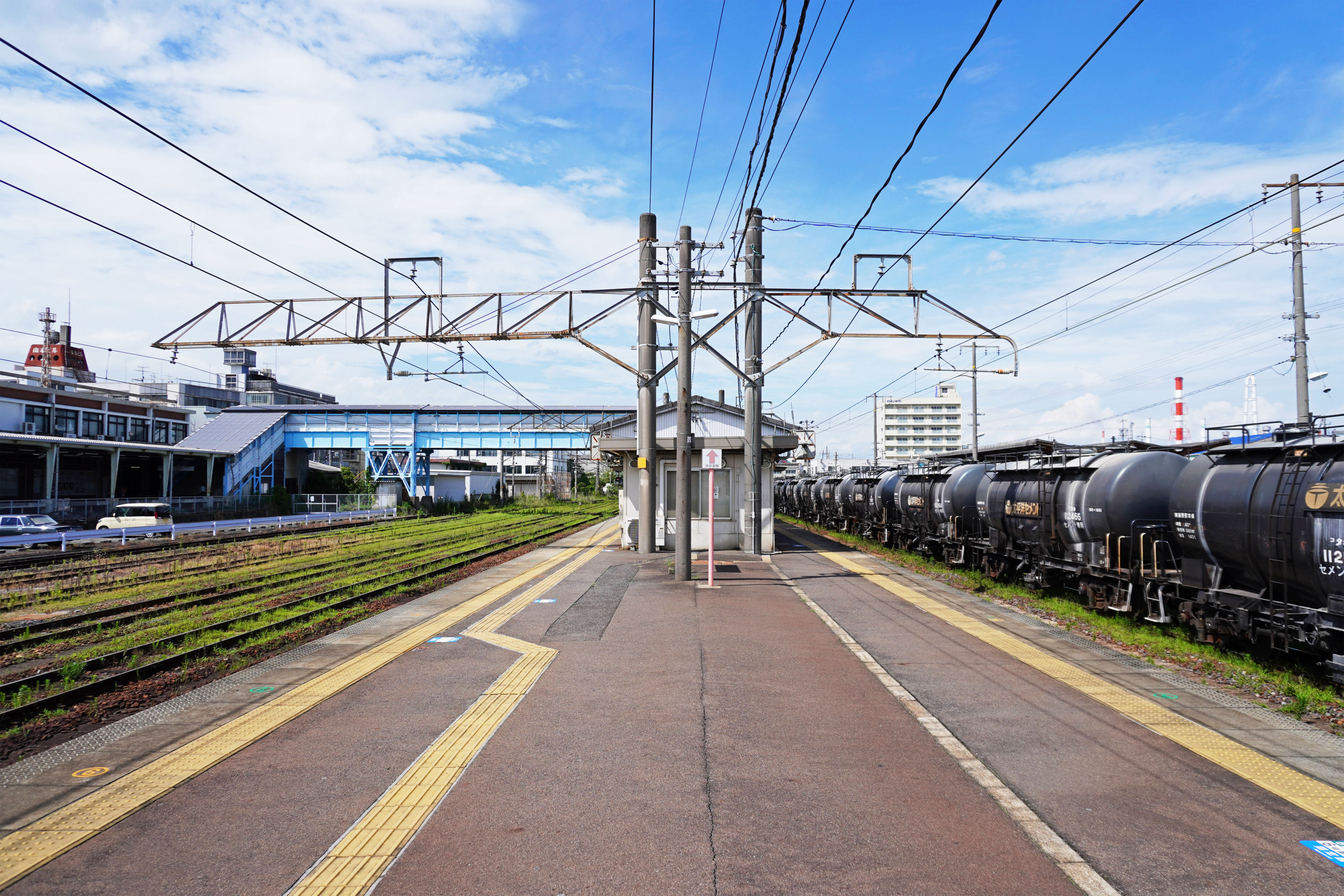
1・2番線ホーム（2023年7月）
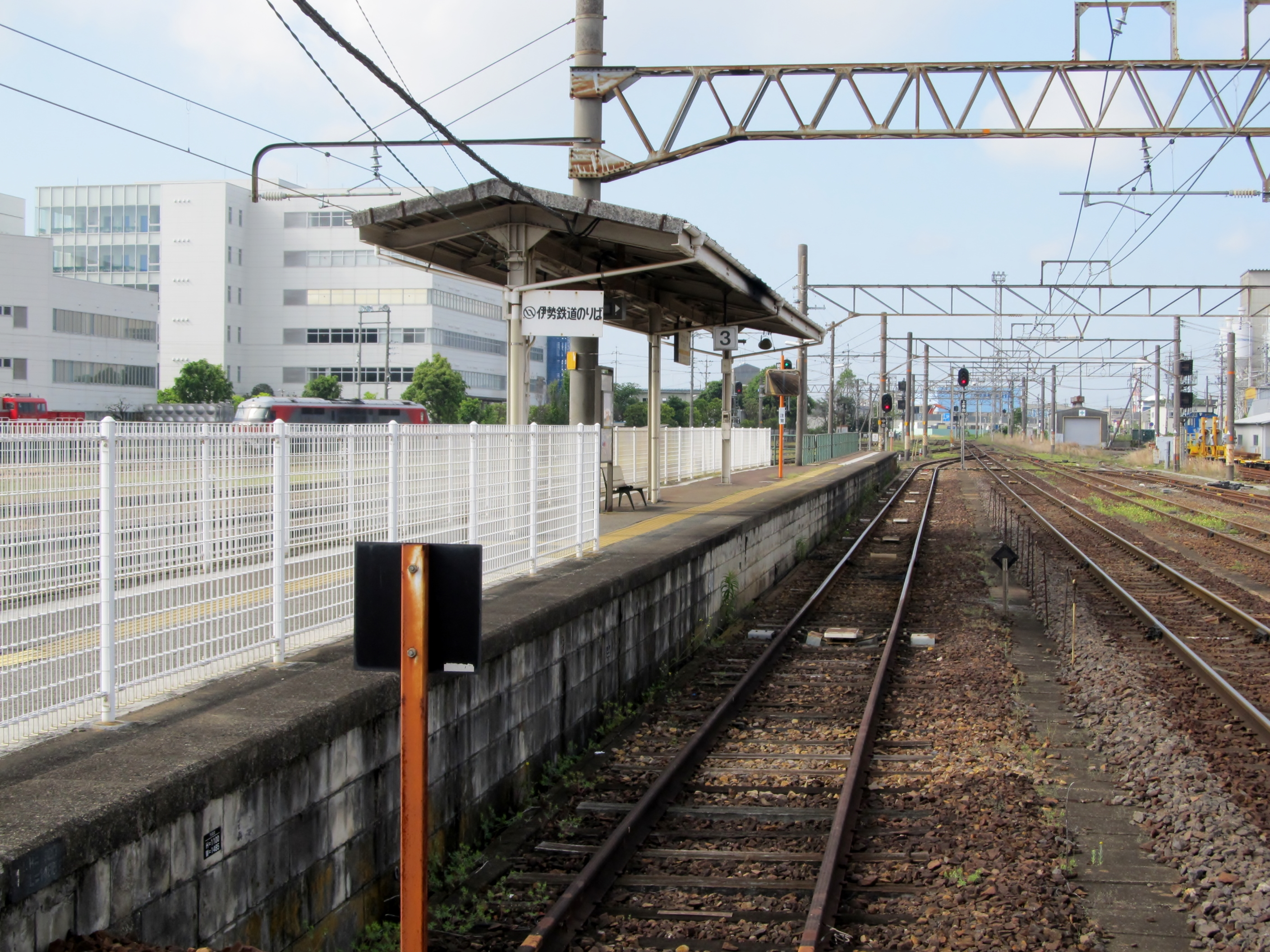
3番線ホーム（2024年5月）
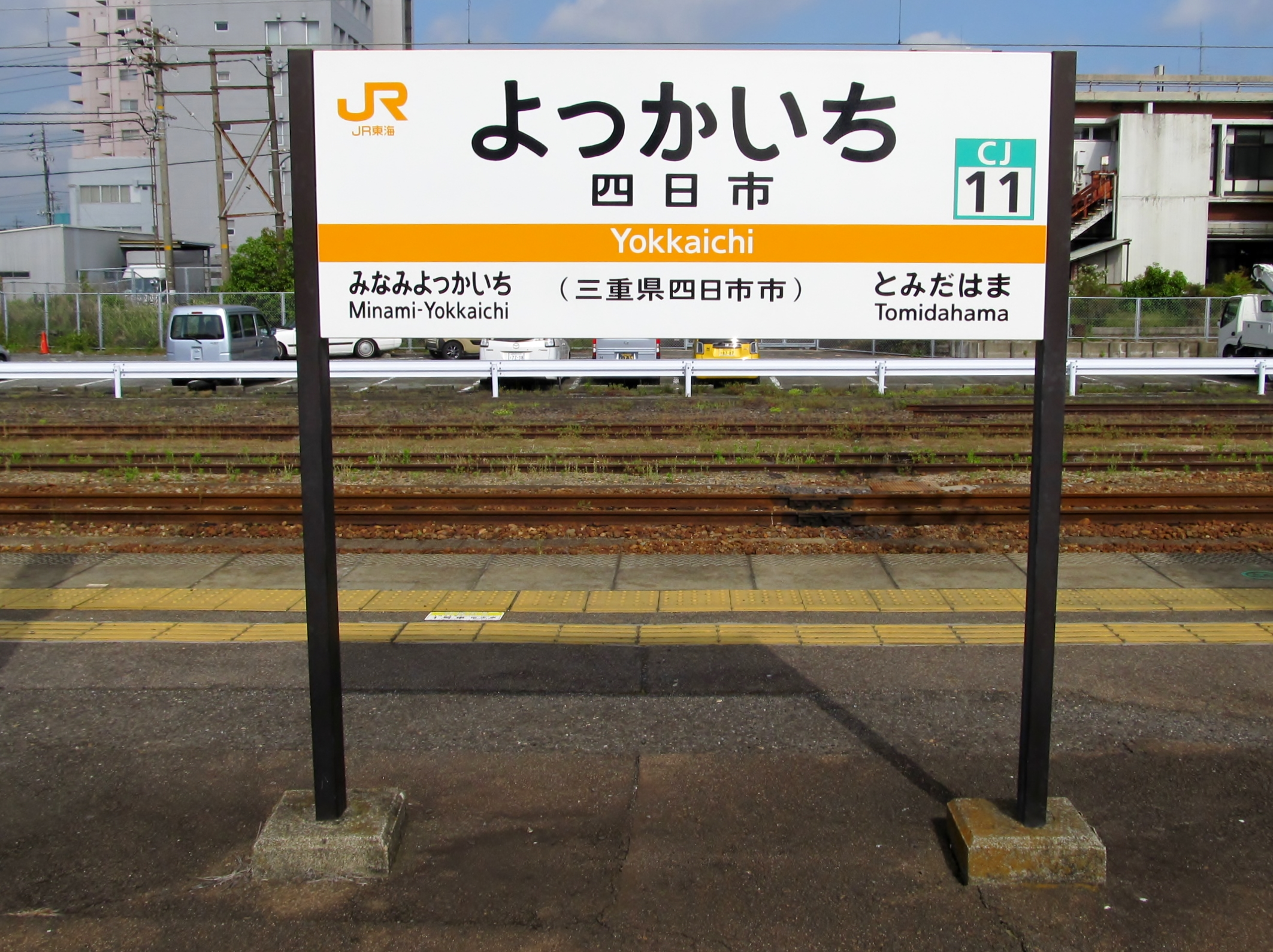
駅名標（2024年5月）

## 貨物駅

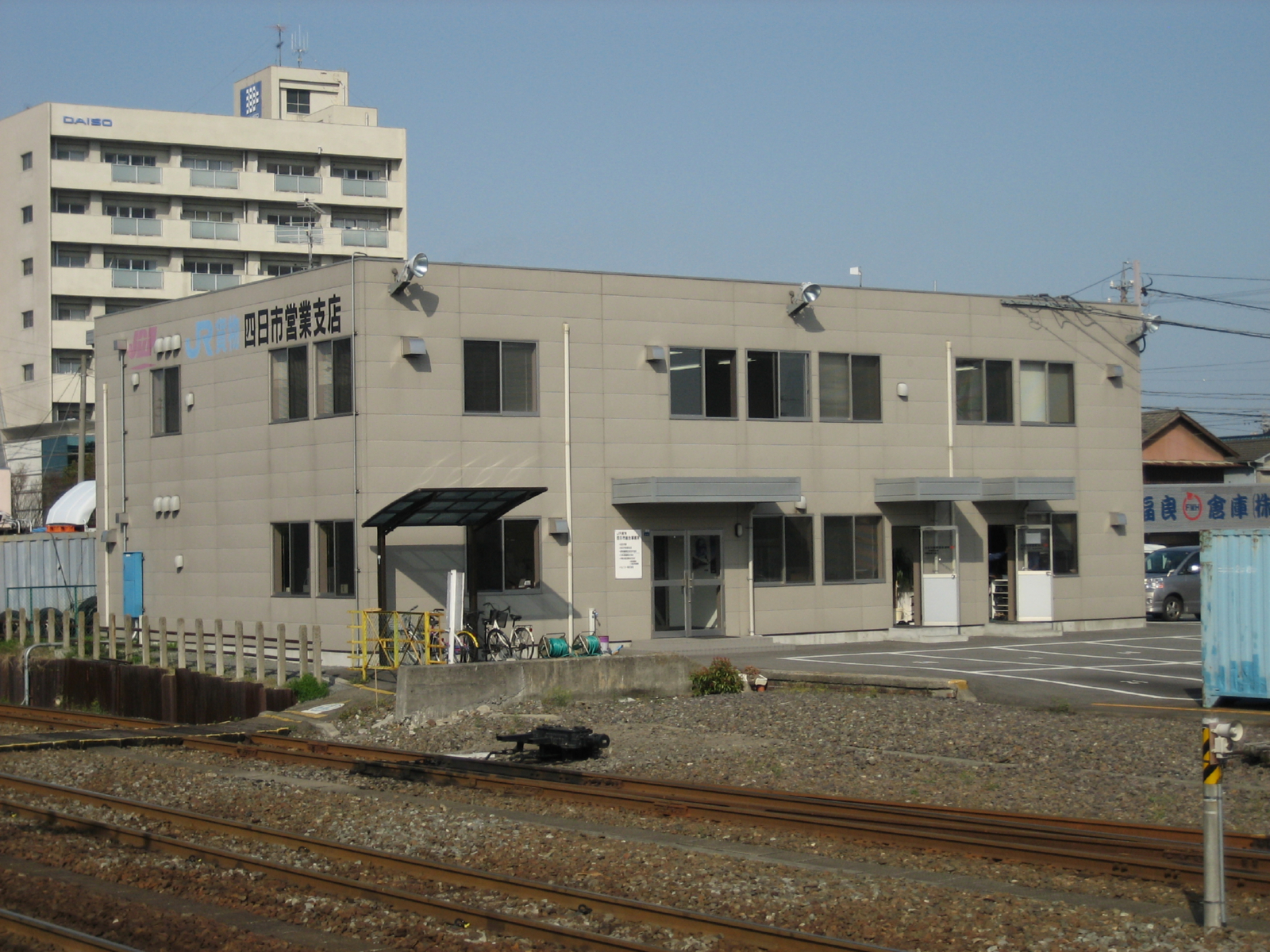
JR貨物四日市営業所（2007年3月）

四日市駅は、コンテナ貨物と車扱貨物の取扱駅である。

### 車扱施設

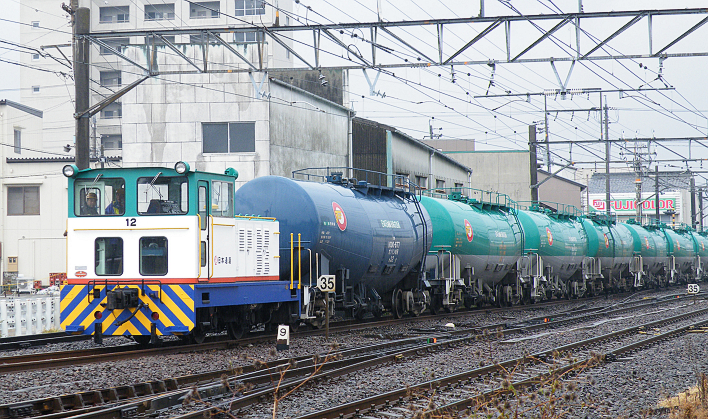
コスモ石油専用線の貨物列車（2009年）

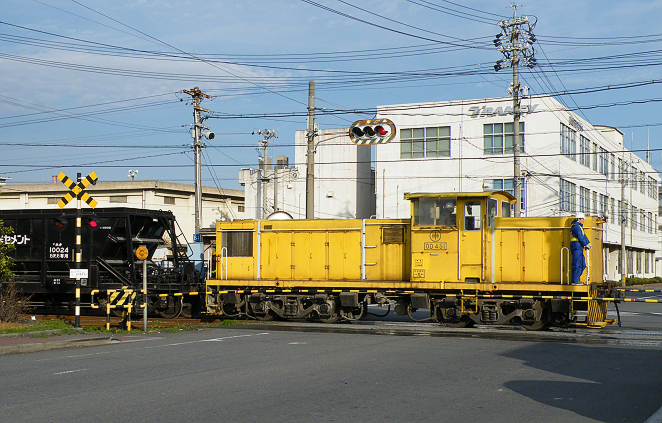
四日市港の太平洋セメント入換機（2008年）

駅構内北端からコスモ石油専用線が分岐し、本線東側に沿って北上する。専用線の終端、三滝川付近に同社四日市製油所のタンク車用石油荷役線が4本あり、石油製品の積み込みが行われている。荷役を終えたタンク車はJR貨物のディーゼル機関車により発送される。空車の受取は日本通運が保有する小型ディーゼル機関車が行う。
駅構内南端からは旧四日市港駅へ向かう側線が分岐する。前述の末広橋梁の先にある着発線は北側で再度分岐し、太平洋セメント専用線が接続する。専用線の終端には太平洋セメント藤原工場四日市出荷センターのセメント荷役設備があり、入換作業は太平洋セメントが保有するディーゼル機関車が行う。
構内には複数の留置線が敷設されている他、愛知機関区四日市支区の貨車検修線2本・検修庫1棟がある。この検修基地では、四日市周辺で運用されるコンテナ車や石油輸送用タンク車、炭酸カルシウム輸送用ホッパ車などの点検を行っている。石油輸送用タンク車の常備駅にも指定されており、当駅と塩浜駅で分担して配置されている。

### 取扱う貨物の種類
コンテナ貨物は、JR規格の12フィート・20フィート・30フィートコンテナ、ISO規格の20フィート・40フィート海上コンテナを取り扱っている。主な輸送品目は化学薬品・食品・清涼飲料水などである。また産業廃棄物・特別管理産業廃棄物の取扱許可を得ており、これらが入ったコンテナも発着している。
車扱貨物は、コスモ石油専用線のガソリン・重油などの石油類、太平洋セメント専用線のセメントを取り扱っている。石油類は、当駅からタンク車で南松本駅（日本オイルターミナル松本営業所）へ発送される。セメントは、太平洋セメント藤原工場で生産され、三岐鉄道東藤原駅から当駅まで輸送される。太平洋セメント専用線では骨材も取り扱っていたが、2012年2月29日を最後に輸送を終了した。

### コンテナ貨物の今昔
当駅でのコンテナ取り扱いは、元々旧、国鉄所有の5t積み小型コンテナ限定駅として始まった。ゆえに、すべてのコンテナホームの荷役線が短いために、1線につき 6 - 7両程度のコンテナ車しか収容できず、ある程度編成の長くなる当駅を基点とした発着便では、いわゆる一列車を細切れにする分割荷役が避けられないという現状である。このために当然のことながらコンテナ列車の入れ替え作業が多くなる分、一編成を一括で荷役できるように効率よく整備されたほかの駅と比べて、コンテナの持込や引取りのできる開始や、締め切り時間がやや制限される面は避けられない。また後述する、コンテナホームが二つに分かれた区画を繋ぐ唯一の構内通路は、基本的に積載トラックは構内規制で通行禁止になっているため、各々一度敷地外へ出て、住宅が密集し、さらには近くの踏み切りや車両通行量の関係で、日常的に混雑している狭い一般道路を迂回しなければならない。

#### 化成品と共に

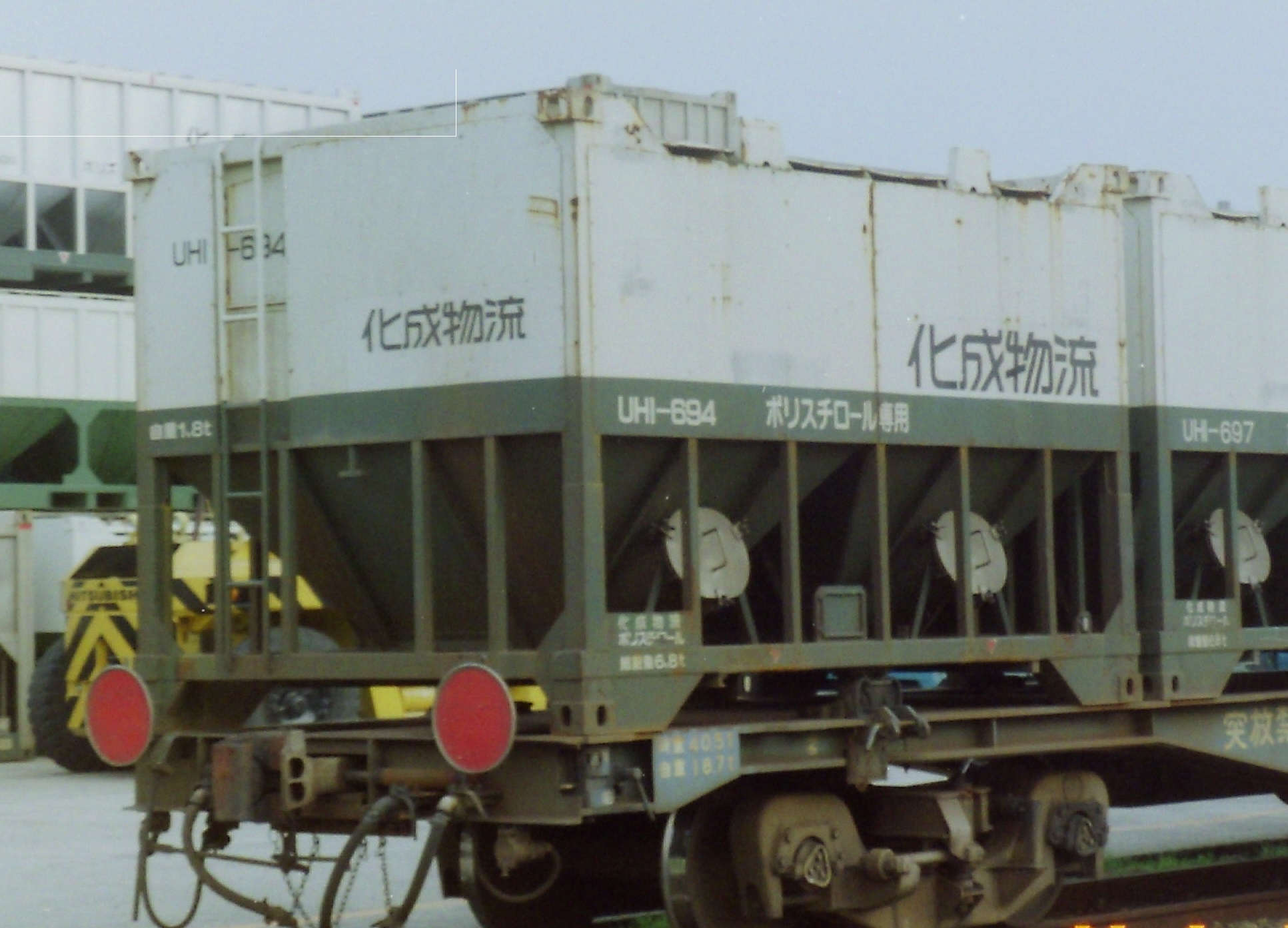
化成物流（当時の社名）所有の私有5t積み、UH1-694 ホッパコンテナの荷役風景。
左側の背後には、10t積みホッパコンテナが3段積みされている。
（1995年5月）
四日市駅東側地区にて。

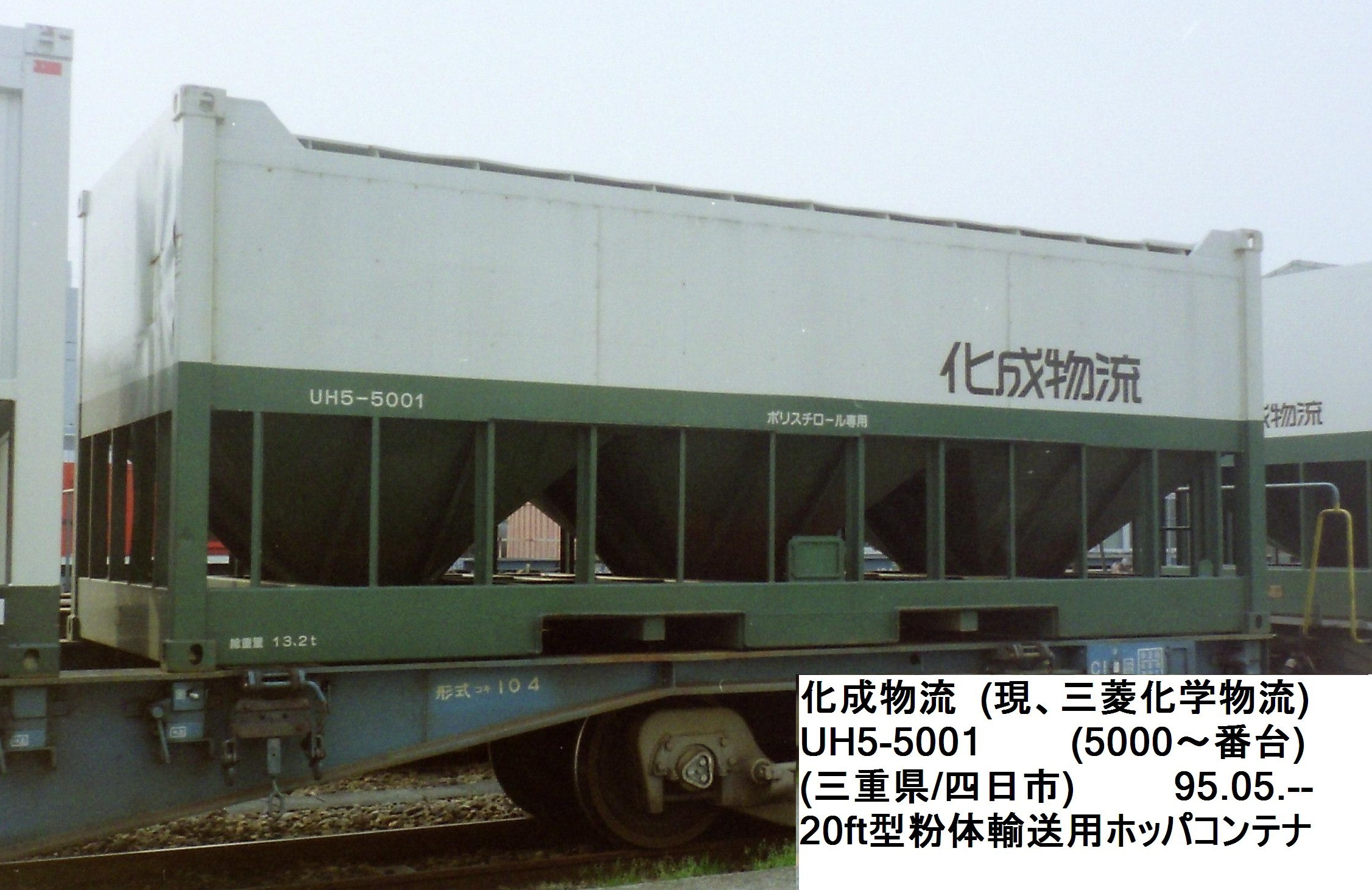
化成物流（当時の社名）所有の10t積み、UH5-5001 ホッパコンテナの風景。
総重量増加のホッパコンテナで、初めて新形式登録されている。
（1995年5月）四日市駅にて。

前記の様に、使い勝手の悪い比較的小規模な貨物駅構造ながらも、地理的には「四日市ぜんそく」という公害被害を生むほど化学系のコンビナートとしての重要性から、各種のコンテナを駆使して、昼夜を問わずコンビナートから生みだされている多種多彩な製品を今日においても、その重要性は変わる事無く輸送し続けている。この環境下で、化成品を扱う私有コンテナの一種である5t積みホッパコンテナの UH1形においては、1971年5月に初登録された第一号が、日本通運四日市支店所有・三菱モンサント化成借受として登録された。さらにその後にもこのホッパコンテナは、同グループによる追加登録は無論、そのほかの複数の企業からも時には40個を超える（旭ダウ社登録での事例）など、大量に登録され続けた。
また特記事項として、5t積み私有タンクコンテナの一種であるUT1形においては、タンクコンテナのそれまでの常識であった液体輸送ではなく、圧縮空気圧によるホッパコンテナ同様の粒状または、粉末状の化成品輸送を国鉄公認のタンクコンテナでは始めてのケースとして、やはり日本通運四日市支店所有・三菱モンサント化成借受として、UT1-142 - 149までが登録された。なお、このタンクコンテナの裏技輸送事例は、続くUT1形の中で複数のユーザにより登録されたり、その後の鉄道私有タンクコンテナにおいて今日では一般化している、20フィート級タンクコンテ輸送への応用技としても大きく発展している。変り種として私有冷蔵コンテナのUR1形では、日東電工所有としてわずか2個ではあるが、温度に繊細な製品輸送に登録される等、四日市駅で取り扱う特殊コンテナとして各種の私有コンテナが活発に登録され続けた。
しかし、それまでの主力であった、UH1形ホッパコンテナでの当駅への出入りに関連する新規登録が、その後に国鉄の経営混乱による度重なった運賃値上げやダイヤの遅延の多発に加えて、経済動向の劇的な停滞などが重なり、1981年を最後についに途絶えてしまった。この影響により、それまで大量に扱われてきた輸送容量効率の悪いホッパ・タンクの各5tコンテナは、国鉄末期近くでは一部の比較的新しい登録の個体を除く大多数の個体が登録後、10年以上も酷使され続けたために、特に構造の弱かった1970年代に大量登録された、5tホッパコンテナの老朽化問題は深刻になっていた。その後、国鉄の輸送方式の大幅改善により輸送量の効率化が進み、1986年になると当駅管内の顧客側の古い荷受設備の改良（5tコンテナ用の荷役設備を、10t級コンテナ対応に改良）が進んでいったこともあり、主力荷主の三菱モンサント化成（登録当時の社名）系の菱成産業と、日通四日市支店の共同扱いで、四日市駅 - 土浦駅間の輸送量効率化を国鉄へ要望した。その結果、翌1987年1月には、それまでの私有コンテナ全形式においての最大総重量であった12.3t規制を緩和して、13.5tまでに引き上げて積載容量の増加した新形となる、UH5-5000番台式として初登場した20フィート級ホッパコンテナ、UH5-5001 - 5012 番までが初登録された。またこの20フィート級の大型コンテナを取り扱う貨物駅へと格上げされたことから、これまでと同様に使い勝手の悪い構内ではあるものの、古い5tホッパーコンテナを新形式のコンテナへ切り替えるために、今後増え続ける重量物コンテナ取り扱いに対応して、コンテナホームを含む敷地全体の、地盤強化等の工事がなされた。なお、この12個の登録以後の類似する形式認定はJR貨物に引き継がれ、ほぼ同時に行われた形式付与の変更によりコンテナ容量を形式の基礎とした複数の新形式となって、近年の主流となっている20フィート級の各種特殊コンテナでの輸送に随時切り替えられ、登録され続けている。

#### コンテナの変化による用地問題

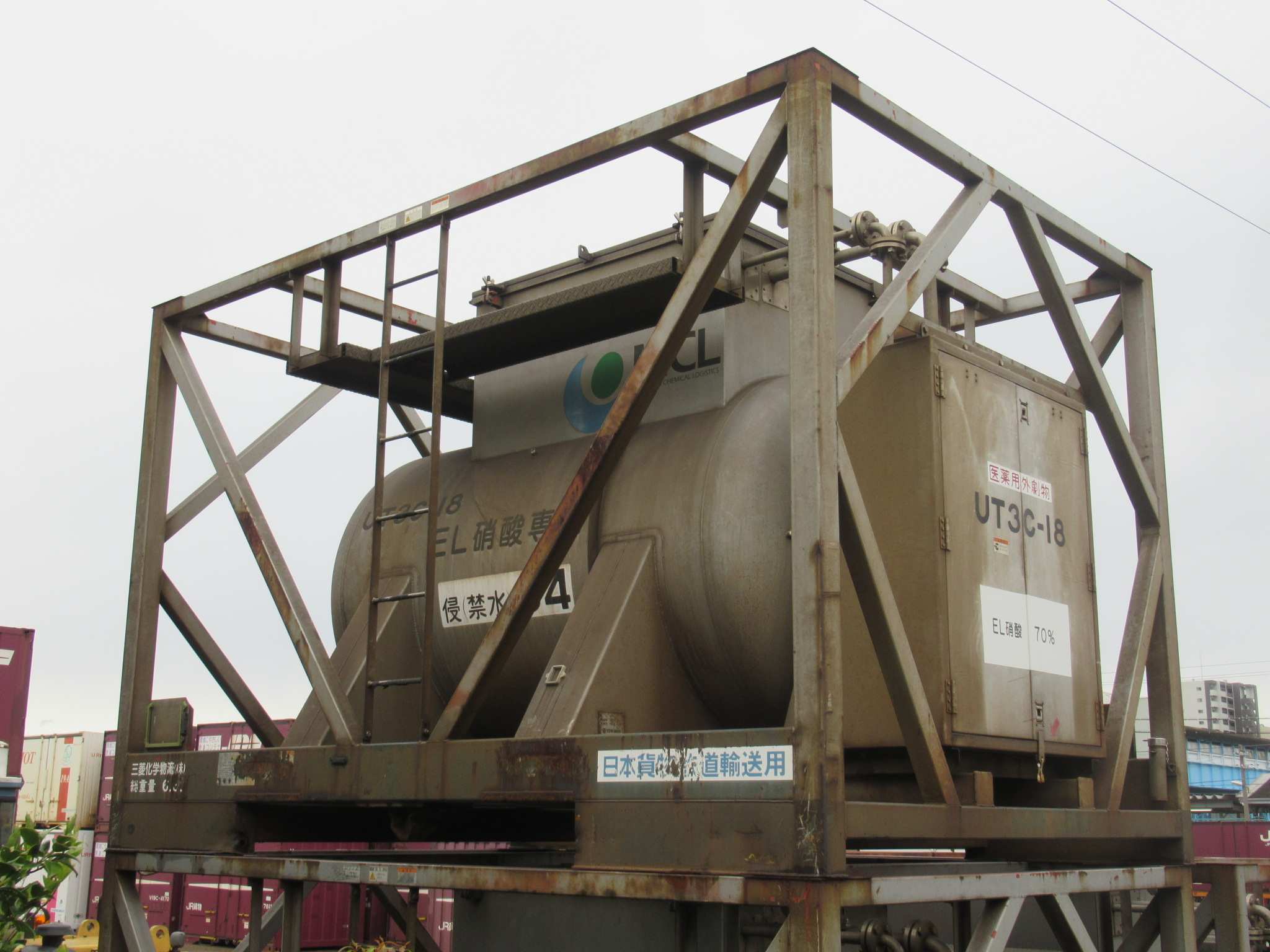
三菱化学物流所有の新形式で登録された5t積み、UT3C-18 危険物用、タンクコンテナの二段積風景。
危険物輸送の安全対策で設けられた、サイコロ状の防護枠を備えているので、空コン時限定で二段積みができる。
（2019年5月）四日市駅にて。

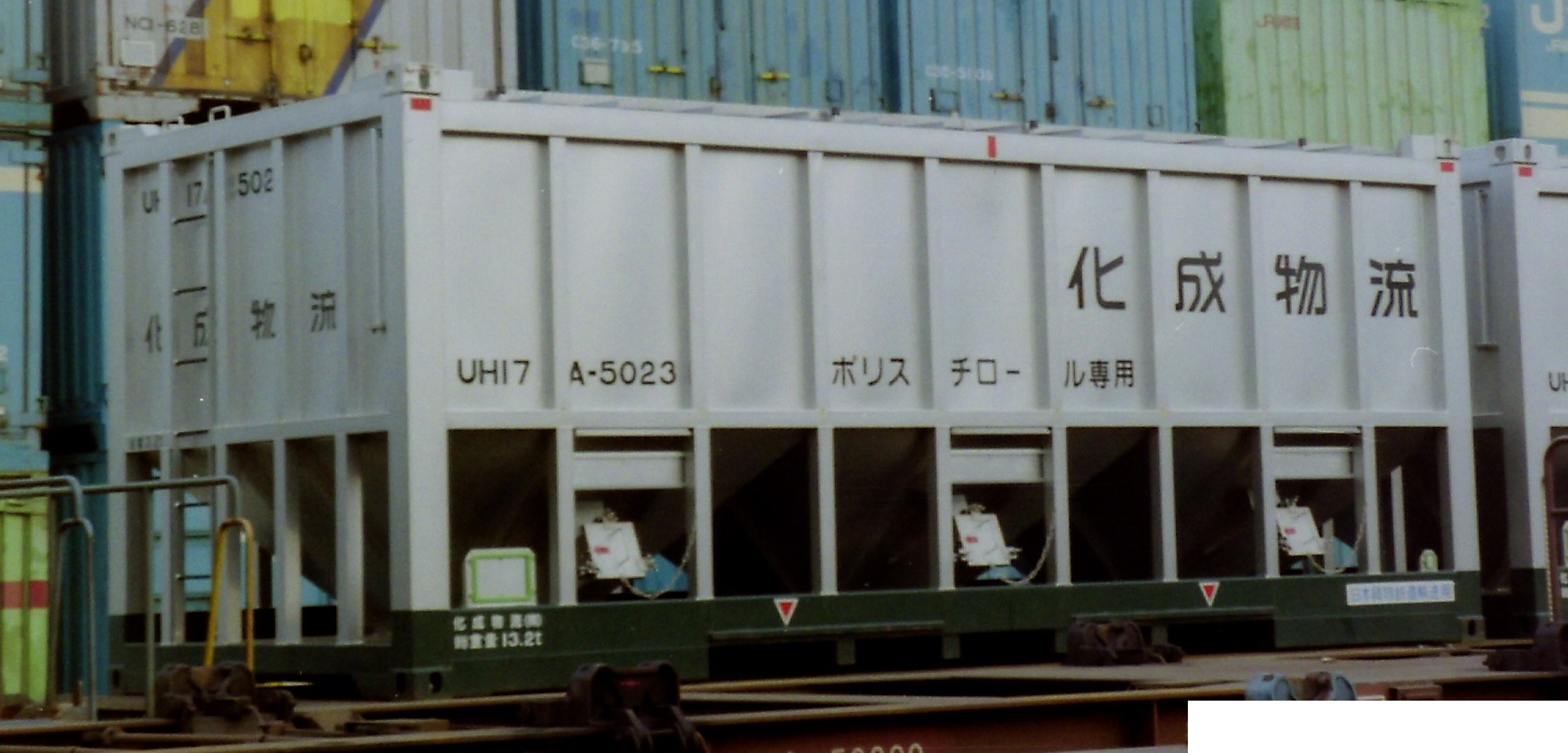
化成物流（当時の社名）所有の新形式で登録された10t積み、UH17A-5023 ホッパコンテナの風景。
左側の背後には、各種の5t積みコンテナが3段積みされている。
（1995年5月）四日市駅にて。

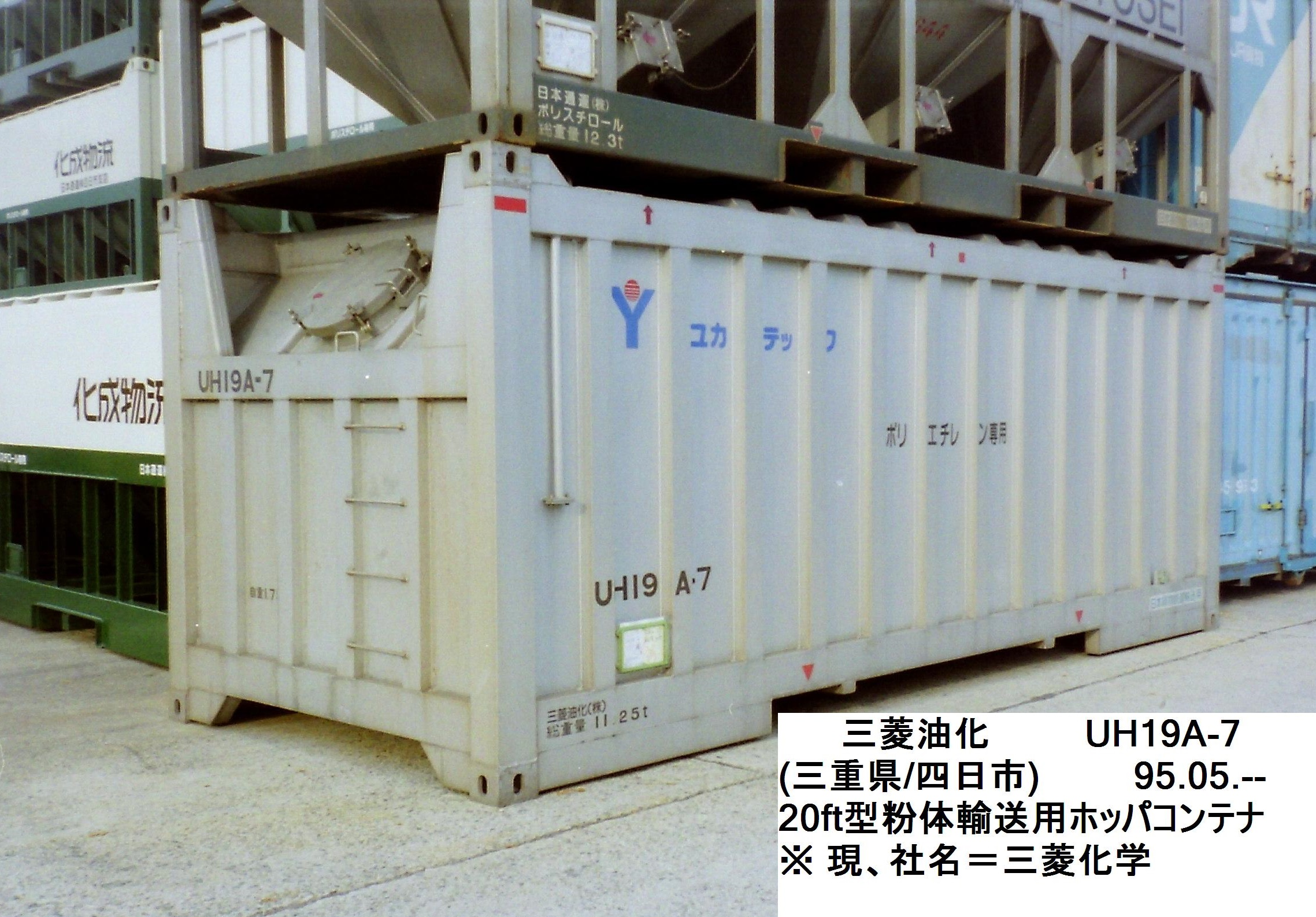
三菱油化（当時の社名）所有の新形式で登録された10t積み、UH19A-7 ホッパコンテナの風景。
左側の背後には、10t積みホッパコンテナが3段積みされている。
（1995年5月）四日市駅にて。

大量に扱い続けている旧式の国鉄10フィート形5t級のドライコンテナが、平成に入ってからは次々と淘汰され、やがてJRの新型12フィート形にすべて入れ替わっていった。この影響により、当然ながら個々のコンテナの容積拡大は僅かでも、扱う大量の5t級ドライコンテナすべてとなると、その増加面積も無視できなくなっている。また、同時に5t級の各種私有コンテナにおいても、ごく一部のタンクコンテナで使い続けられている10フィート形の事例を除き、ほぼすべての私有コンテナでも同じ様に一回り拡大されている。
さらに国鉄末期の各地のコンテナ駅では、タンクを除くほとんどのコンテナが私有も含めて、敷地の効率使用のために空コンの三段積みが常態化し、当駅でも5tまたは10tの区別無く日常的に行われていた。しかしその後の安全意識の変化や、近年の自然災害の勃発等を踏まえて、現在ではすべてにおいて二段積みに制限されたことや、さらに30フィート級の取り扱いもあり、年を追うごとに敷地不足は深刻になっている。しかし住宅街に囲まれた典型的な旧式環境のために、収納量を拡大させるための根本的な敷地面積の拡張等はほとんどされることもなく、現状では留置していた廃コンを廃棄したり、コンテナ置き場のレイアウトを変えたり、あるいは後述する一部のコンテナホームを潰したりなどでしのぎ続けて、今日に至っている。

#### 東西に分かれるコンテナホーム
ホームは地理的制約により、東西に2つの地区に分かれている。合計で4面のコンテナホームと、それに付随してコンテナ荷役線が5線ある。2020年7月25日閲覧の衛星画像によると、コンテナホームは在来線の駅舎に近い貨物駅敷地の最西側から、単式1面1線（ただし、以前は凹形の島式ホーム3面3線であったが、現在は凹形内側の2線を撤去して舗装している）で形成する「西側地区」と、西側地区の先端となる南側端を下がって貨車の検修庫を挟み、20フィートコンテナを抱えたフォークリフトが1台のみが通過できる数十メートル程度の細いリフト専用通路（構内標識で規制されている）を抜けて、国道23号線に面した海側となる「東側地区」に広がるV形面側1線と、凹内に3線（そのうち最東側面は、舗装面に入線のできる2線仕様）を組み合わせたコンテナホームの順に配置されている。
「西側地区」のホームは、荷役線に沿って古くから設置されているホーム全長の1/3ほどを占める屋根つきの荷捌き施設のほか、凹形内側の2線を撤去して地続きとなった敷地を利用して、海上コンテナや30フィート級コンテナの取り扱いと、関連する積載用トレーラー等の待機場として使用されている。またこのホームの北端（実質的には荷役線の終点側）に、フォークリフトの駐車場のほか、貨物駅の管理及び営業窓口のJR貨物四日市営業所と、中型トラック等の駐車場を挟んで日本トランスシティの営業所が線路に沿って、北方向（名古屋方面）へと一列に連なっている。さらに、道路を隔てた反対側には、日通四日市支店や、昭和の風情を残した日通所有の中規模倉庫が福数棟立ち並んでいる。
「東側地区」では、主に20フィート級のホッパ・タンク・無蓋（産廃輸送用コンテナ）をメインとして、大量に扱っている。かつては、大量に扱われていた新旧の5tホッパコンテナや、圧縮空気圧方式によるホッパコンテナ同様の化成品を運んでいたタンクコンテナ類は、そのほとんどをこの地区で取り扱っていた。この地区への出入り口は、国道23号線の上り側（名古屋方面）に敷地が南北に平行して面しており、場内一方通行式の入り口専用側と出口専用側の2箇所に分けてある。また出入り口側車線の反対側となる国道23号線の下り側（津市内向け）からも、国道を右折横断して直接出入りできるように国道の中央分離帯が2箇所とも出入り口位置に合わせて途切れているので、この地区への出入り環境は非常に良い。しかし、前記の「西側地区」へ移動する時は、出口側から国道へ左折して数百メートル先の次の信号交差点（四日市市中納屋町交差点）を左折し、直進後に当たる四日市駅北側の踏み切り手前左側にある、貨物駅への直接進入路となる一般道を通って、駅事務所のある「西側地区」へたどり着ける。なお、国道23号線から入ってきたこの一本道は、片側一車線ながらも四日市駅で分断された北部（四日市の中心部方面）へ通じる重要なルートであるために、踏切や街中といった環境や路幅の問題で、特に大型車泣かせの迂回路となっている。

### 貨物列車
以下は2014年（平成26年）3月改正時点の設定である。
- コンテナ車を連結する高速貨物列車は、名古屋貨物ターミナル駅との間に1日3往復、タキ1000形タンク貨車のみで編成された高速貨物列車が南松本駅との間に1日1往復 （土曜・休日運休） が運行されている。
- タンク車などを連結する専用貨物列車は下りの当駅終着が1日2本（1本は臨時扱い、すべて石油輸送列車）、上りの当駅始発が1日3本（内1本は定期列車で土曜・休日運休の南松本行き石油輸送列車、2本は臨時設定の輸送列車で稲沢駅行き）稲沢駅方面との間に運行されている。その他富田駅との間に1日5往復 （内2本は運転期日指定、すべてセメント輸送列車） 、臨時設定の上り貨車列車が1本運行されている。
- 塩浜駅との間にも下り1本と上り2本 （内1往復は日曜運休、上りの当駅終着は石油輸送列車） の専用貨物列車が運行されている。南四日市駅との間にも臨時の高速貨物列車が1往復のみ運行されていたが、2018年（平成30年）5月31日をもって運行終了した。

### その他
- 営業は名古屋臨海鉄道が受託している。
  - 末広橋梁の開閉操作も同社で受託している。末広橋梁を使用する際は自転車で係員が橋梁のたもとにある操作室へ行き、橋を操作したあとに入換列車に乗って操車の誘導をする。

## 利用状況

### JR東海
「三重県統計書」によると、1日の平均乗車人員は以下の通りである。
| 年度   | 一日平均 乗車人員 |
| ------ | ----------------- |
| 1998年 | 2,420             |
| 1999年 | 2,421             |
| 2000年 | 2,407             |
| 2001年 | 2,319             |
| 2002年 | 2,252             |
| 2003年 | 2,247             |
| 2004年 | 2,209             |
| 2005年 | 2,258             |
| 2006年 | 2,197             |
| 2007年 | 2,232             |
| 2008年 | 2,238             |
| 2009年 | 2,210             |
| 2010年 | 2,266             |
| 2011年 | 2,359             |
| 2012年 | 2,387             |
| 2013年 | 2,388             |
| 2014年 | 2,350             |
| 2015年 | 2,336             |
| 2016年 | 2,324             |
| 2017年 | 2,351             |
| 2018年 | 2,334             |
| 2019年 | 2,286             |
| 2020年 | 1,812             |
| 2021年 | 1,768             |
| 2022年 | 1,949             |
| 2023年 | 2,213             |

### JR貨物
2019年度の発送貨物は638,769トン、到着貨物は982,983トンであった。

## 駅周辺
駅舎・出口のある西側には街路樹のある中央通りがあり、駅裏の東側は四日市コンビナートの一帯となっている。
- JR四日市バス停留所
- 四日市市役所
- 四日市公共職業安定所（ハローワーク四日市）
- 四日市郵便局
- 四日市市立中央小学校
- シー・ティー・ワイ本社
- 国道23号（名四国道）
- 国道164号
- 住友電装本社
- 諏訪神社
- 稲葉三右衛門銅像
- ヤマト運輸四日市営業所
- 東邦ガス四日市事業所
- スーパーマーケットバロー北浜田店
- 近鉄四日市駅 - 西へ1.2 km
  -  名古屋線 名古屋・大阪方面
  -  湯の山線 湯の山温泉方面
  - あすなろう四日市駅
四日市あすなろう鉄道内部線 内部・西日野方面
  - 近鉄四日市バス停留所
京都・東京・市内周辺方面（三重交通、三岐鉄道）
  - 近鉄百貨店四日市店
- 近鉄四日市駅市民公園前バス停留所 - 西へ1.4 km

TDL・大阪・高松方面（WILLER EXPRESS、ジャムジャムエクスプレス、琴平バス）

## バス路線
駅前広場内にあるバス乗り場から下記の系統が発着している。バス停留所名は「JR四日市」（三重交通）、「JR四日市駅前」（三岐鉄道）である。
1番乗り場（近鉄四日市方面）
- 三重交通
  - 71：福王山
  - 61：宮妻口
  - 62：椿大神社
  - 63：小山田病院
  - 94：市立病院 ※土日祝は運休
  - 95：ガーデンタウン東日野 ※土日祝は運休
  - スクールバス：メリノール前 ※休校日は運休

2番乗り場
- 三重交通
  - 01：市立病院 ※土日祝は運休
  - 95：四日市港 ※土日祝は運休
- 三岐鉄道 （近鉄四日市駅前方面）
  - 山城駅前
  - 暁学園前駅前 ※平日朝運転
  - 四日市大学前 ※平日朝運転

## その他
- バブル期からの計画として四日市市の再開発の一環で、近鉄四日市駅方面とを結ぶ中央通りを四日市港まで延伸するとともに、駅を高架化し貨物施設は霞地区へ移転させる案があったが、移転場所が具体化しない[18]。
- 名古屋駅から四日市駅まで特定区間運賃を採用しており、2009年3月14日改正で名古屋 - 亀山に快速が毎時1本設定され、日中の名古屋 - 四日市では快速「みえ」と合わせて毎時2本の快速列車が運行している。なお、同区間を並行する近鉄では特急列車と特別料金不要の急行列車が毎時3本ずつ運転されている。
- かつて四日市駅と富田浜駅との間に午起（うまおこし）駅が2度にわたって存在した。初代は「午起仮乗降場」で1931年7月7日に開業[官報 2]し、午起海水浴場利用客の便宜を図っていたが、戦後利用客の減少により1948年8月30日にいったん廃止となる。二代目は1954年6月1日に正式な駅として開業したが、三岐鉄道三岐線からの乗り入れの普通列車（気動車）のみ停車し、それ以外の列車は通過していた。午起海水浴場が工場建設のため埋め立てられることになり、午起駅も1964年10月1日に廃止された。
- 駅舎の南半分は、2階がレストラン「こだま」、1階がホールだった。現在は2階は閉鎖され、1階はレンタサイクル（こにゅうどうレンタサイクル）貸出場所となっている。

## 隣の駅
東海旅客鉄道（JR東海）
CJ 関西本線
- 特急「南紀」停車駅

■快速「みえ」
桑名駅 (CJ07) - 四日市駅 (CJ11) - 鈴鹿駅（伊勢鉄道伊勢線、4）
■快速（当駅から南四日市方の各駅に停車）
桑名駅 (CJ07) - 四日市駅 (CJ11) - 南四日市駅 (CJ12)
■区間快速・■普通
富田浜駅 (CJ10) - 四日市駅 (CJ11) - 南四日市駅 (CJ12)
日本貨物鉄道（JR貨物）
関西本線貨物支線
四日市駅 - 塩浜駅

### かつて存在した路線
日本国有鉄道
関西本線貨物支線
四日市駅 - 四日市港駅